# Šebín
Šebín je zřícenina šlechtického hradu ze čtrnáctého století. Nachází se na východním okraji vesnice Levousy v bezprostřední blízkosti tamního hradiště ze starší doby bronzové v nadmořské výšce 200 metrů. Dochovaly se z něj jen valy a malé zbytky hradební zdi.

## Historie hradu
Název Šebín pochází z vlastního jména Šeba neboli Šebestián. Doba vzniku hradu není jasná. August Sedláček se domníval, že Šebín postavili páni ze Mšeného už ve 13. století. Půta ze Mšeného se v roce 1279 píše podle Rýzenberka, což Sedláček považuje za původní název hradu. Jméno Šebín se objevuje poprvé v roce 1362, kdy Jan ze Šebína vysadil svým poddaným v Křesíně 20 lánů zákupným právem. Jan ze Šebína je v roce 1374 uváděn jako patron křesínského kostela. V roce 1405 se podle Šebína psal Předbor z Dubé, maršálek královny Žofie. Jeho stejnojmenný syn prodal „tvrz Šebín“ Vilému Zajícovi z Házmburka. To je první zmínka o existenci hradu jako nemovitosti. Součástí panství Šebín byl tehdy poplužní dvůr a vesnice Křesín, Levousy a Horka. Házmburkové šebínské panství připojili nejprve k Budyni a později ke Mšenému. V roce 1564, když Jiří Zajíc z Házmburka prodal panství Mšené Janovi nejstaršímu z Lobkovic na Zbiroze, se Šebín uvádí již jako pustý. Je pravděpodobné, že jako rezidenční sídlo zanikl již v průběhu 15. století. Název hradu se přenesl na pojmenování lesa, v němž se nacházel. 

## Stavební podoba

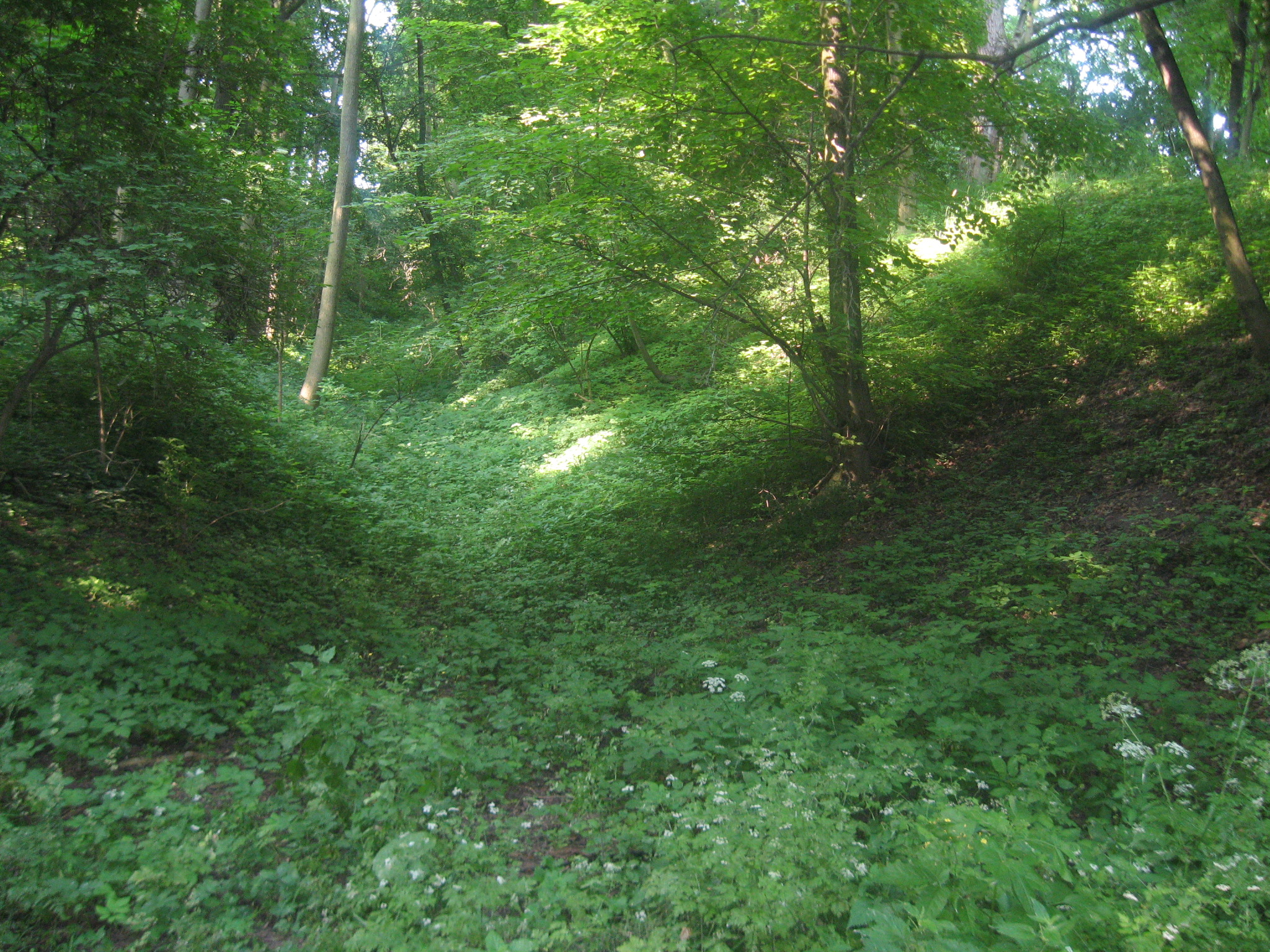
Hradní příkop

Hrad je od sousedního hradiště oddělen příkopem. Plocha hradu má hruškovitý tvar. Na jeho přední části obrácené k jihu, odkud vedl původní přístup, jsou valové zbytky obvodové hradby. Jádrem hradu byla obdélná věž s mírně zaoblenou jižní stěnou. Od západu se k ní přimykal dvojprostorový objekt. Obvodovou hradbu zpevňovaly na severu a západě čtverhranné věžice ve funkci pilířů. Ze severní strany směrem od řeky Ohře chránil hrad příkrý svah. Pouze na tomto místě se na dvou místech dochovalo zdivo hradby.
Šebín byl malý šlechtický hrádek na pomezí kategorií hradu a tvrze.